# Intriga

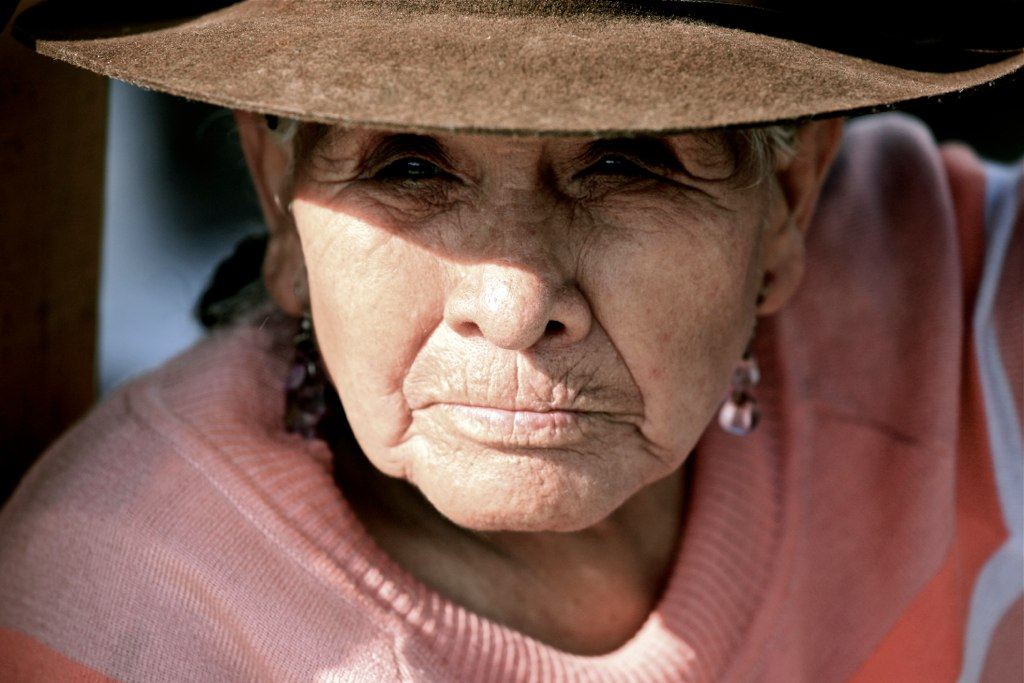
Cara de intriga

Una intriga es una acción que se ejecuta con una inteligencia y astucia, y ocultamente, para conseguir un determinado fin; en un argumento de una historia o narración, serie de acontecimientos que constituyen el nudo, especialmente si así se suscita el interés y se crea tensión (enredo, embrollo).

## Etimología
Desde el punto de vista etimológico, intriga es el nombre de la acción del verbo intrigar, que nos llega a través del italiano intrigare,  pero que procede del latín intricare (enredar, embrollar), verbo este prefijado con in (en el interior, intensamente) y asociado con tricari (buscar enredos, líos, o embrollos).
A su vez tricari se deriva de la palabra tricae (embrollos, molestias, líos, o impedimentos), vocablo usado siempre así en plural y en sentido figurado, y procedente de la lengua vulgar o rústica, donde casi con total seguridad en el origen significó malas hierbas.
Intriga en griego se dice mythos, y significa fábula (en el sentido historia imaginaria), e intriga (en el sentido de historia bien construida).

## El concepto de «intriga» en laPoéticade Aristóteles
La Poética es una obra de Aristóteles, escrita en el siglo IV a. C., en el período comprendido entre la fundación de su escuela en Atenas, en el 335 a. C., y su partida definitiva de la ciudad, en el 323 a. C..
La Poética es una obra que trata sobre el «arte poético» o «arte de la poesía», y particularmente sobre las nociones de tragedia, epopeya, e imitación (mimesis). Y estas historias en forma de narraciones son un deleite para la vida.
Para Aristóteles, una historia es una imitación de lo que pasa, de lo que pasó, o de lo que puede llegar a pasar, y por ello las historias han de tener por un lado, acciones o incidentes, así como personajes que los lleven a cabo, y por otro, una estructura en partes: principio, desarrollo, y final (desenlace, o conclusión).
Las historias, así mismo, precisan de unidad orgánica y estructural. Al ser imitaciones o representaciones de lo real –y no lo real en sí mismo–, para ser fiel a lo que se imita, ha de condensar, recrear, y filtrar la realidad; y es ahí donde aparece la intriga.
Esta intriga no debe ser, ni tan vasta que resulte imposible abarcarla toda con la memoria, ni tan compleja que resulte difícil entenderla, ni tan corta que se quede en anécdota insignificante. El ideal está en que los diversos incidentes de la acción vayan tan bien ligados unos con otros «que la transposición o la omisión de uno o de ellos suponga el disloque y la destrucción del conjunto».
Para Aristóteles, hay tres modalidades de intriga que se han de evitar:
- No deberá verse a un hombre bueno pasando de la dicha a la desgracia, pues esto, según Aristóteles, es sencillamente odioso, y hará que nuestros ánimos se distraigan llenándose de tanto disgusto y horror, que no podrá producirse como corresponde el efecto trágico.
- Tampoco deberá verse a un malvado pasar de la desdicha a la felicidad. Esto es de lo más «antitrágico», pues ni mueve a piedad, ni espanta.
- Ni se debe ver cómo un hombre extremadamente perverso cae de la felicidad en la desgracia. Esto puede suscitar un sentimiento humano, pero no piedad ni terror.

Solo queda, por consiguiente, que la historia ponga ante nuestros ojos un tipo «intermedio» de personajes, que padezca desgracias por algún error de juicio o por alguna casualidad, y no por sus vicios o depravación.